# Baileya doubledayi
Baileya doubledayi är en fjärilsart som beskrevs av Achille Guenée 1852. Baileya doubledayi ingår i släktet Baileya och familjen trågspinnare. Inga underarter finns listade i Catalogue of Life.